# Lloyd Lamble
Lloyd Nelson Lamble (Melbourne, 8 febbraio 1914 – Falmouth, 17 marzo 2008) è stato un attore australiano.
Ha vissuto e lavorato per la maggior parte della sua carriera nel Regno Unito.

## Filmografia

### Cinema
- Strong Is the Seed, regia di Arthur Greville Collins (1949)
- Lady in the Fog, regia di Sam Newfield (1952)
- Curtain Up, regia di Ralph Smart (1952)
- L'isola del peccato (Three Steps to the Gallows), regia di Stuart Heisler (1952)
- A tre passi dalla forca (Three Steps to the Gallows), regia di John Gilling (1953)
- Background, regia di Daniel Birt (1953)
- Street Corner, regia di Muriel Box (1953)
- Mantrap, regia di Terence Fisher (1953)
- L'ora del grande attacco (Appointment in London), regia di Philip Leacock (1953)
- The Story of Gilbert and Sullivan, regia di Sidney Gilliat (1953)
- Profile, regia di Francis Searle (1954)
- The Belles of St. Trinian's, regia di Frank Launder (1954)
- Fatal Journey – cortometraggio (1954)
- The Silent Witness – cortometraggio (1954)
- Il marchio del cobra, regia di Harold French (1954)
- The Mirror and Markheim – cortometraggio (1954)
- The Blue Peter, regia di Wolf Rilla (1955)
- The Green Buddha, regia di John Lemont (1955)
- Track the Man Down, regia di R.G. Springsteen (1955)
- I guastatori delle dighe (The Dam Busters), regia di Michael Anderson (1955)
- Out of the Clouds, regia di Basil Dearden (1955)
- Person Unknown – cortometraggio (1956)
- L'uomo che sapeva troppo (The Man Who Knew Too Much), regia di Alfred Hitchcock (1956)
- The Gelignite Gang, regia di Francis Searle (1956)
- L'uomo che non è mai esistito (The Man Who Never Was), regia di Ronald Neame (1956)
- Operazione fifa (Private's Progress), regia di John Boulting (1956)
- Blue Murder at St. Trinian's, regia di Frank Launder (1957)
- Il capitano soffre il mare (Barnacle Bill), regia di Charles Frend (1957)
- La notte del demonio (Night of the Demon), regia di Jacques Tourneur (1957)
- La sposa del mare (Sea Wife), regia di Bob McNaught (1957)
- Gli anni pericolosi (These Dangerous Years), regia di Herbert Wilcox (1957)
- I vampiri dello spazio (Quatermass 2), regia di Val Guest (1957)
- There's Always a Thursday, regia di Charles Saunders (1957)
- Suspended Alibi, regia di Alfred Shaughnessy (1957)
- The Bank Raiders, regia di Maxwell Munden (1958)
- Print of Death – cortometraggio (1958)
- Dunkerque (Dunkirk), regia di Leslie Norman (1958)
- The Man Who Wouldn't Talk, regia di Herbert Wilcox (1958)
- Il drago degli abissi (Behemoth the Sea Monster), regia di Douglas Hickox e Eugène Lourié (1959)
- No Trees in the Street, regia di J. Lee Thompson (1959)
- The Heart of a Man, regia di Herbert Wilcox (1959)
- The Pure Hell of St. Trinian's, regia di Frank Launder (1960)
- I nomadi (The Sundowners), regia di Fred Zinnemann (1960)
- Il garofano verde (The Trials of Oscar Wilde), regia di Ken Hughes (1960)
- Le rotaie della morte (The Challenge), regia di John Gilling (1960)
- The Boys, regia di Sidney J. Furie (1962)
- L'anno crudele (Term of Trial), regia di Peter Glenville (1962)
- La dolce vita del soldato Joe (Joey Boy), regia di Frank Launder (1965)
- Niente sesso, siamo inglesi (No Sex Please: We're British), regia di Cliff Owen (1973)
- La maledizione (-- And Now the Screaming Starts!), regia di Roy Ward Baker (1973)
- Eskimo Nell, regia di Martin Campbell (1975)
- On the Game, regia di Stanley A. Long (1974)

### Televisione
- The Passing Show – serie TV, 2 episodi (1951)
- The Marvellous History of St. Bernard – film TV (1952)
- Douglas Fairbanks, Jr., Presents – serie TV, 5 episodi (1953-1956)
- Fabian of the Yard – serie TV, 1 episodio (1955)
- ITV Television Playhouse – serie TV, 3 episodi (1955-1956)
- The Vise – serie TV, 6 episodi (1955-1959)
- The Errol Flynn Theatre – serie TV, episodio 1x07 (1956)
- Il conte di Montecristo – serie TV, 2 episodi (1956)
- Colonnello March (Colonel March of Scotland Yard) – serie TV, 1 episodio (1956)
- The Adventures of the Big Man – serie TV, 1 episodio (1956)
- Lilli Palmer Theatre – serie TV, 1 episodio (1956)
- O.S.S. – serie TV, 2 episodi (1957-1958)
- Le avventure di Charlie Chan (The New Adventures of Charlie Chan) – serie TV, 1 episodio (1957)
- Overseas Press Club - Exclusive! – serie TV, 1 episodio (1957)
- The New Adventures of Martin Kane – serie TV, 1 episodio (1957)
- Guglielmo Tell (The Adventures of William Tell) – serie TV, 1 episodio (1958)
- Ivanhoe – serie TV, 1 episodio (1958)
- White Hunter – serie TV, 3 episodi (1958)
- The Third Man – serie TV, 1 episodio (1959)
- Interpol Calling – serie TV, 1 episodio (1959)
- L'uomo invisibile (The Invisible Man) – serie TV, 2 episodi (1959)
- Dial 999 – serie TV, 2 episodi (1959)
- The Flying Doctor – serie TV, 1 episodio (1959)
- Armchair Theatre – serie TV, 3 episodi (1960-1965)
- No Wreath for the General – serie TV, 2 episodi (1960)
- On Trial – serie TV, 1 episodio (1960)
- Skyport – serie TV, 1 episodio (1960)
- Maigret – serie TV, 1 episodio (1961)
- You Can't Win – serie TV, 1 episodio (1961)
- ITV Play of the Week – serie TV, 1 episodio (1961)
- Deadline Midnight – serie TV, 1 episodio (1961)
- The Pursuers – serie TV, 1 episodio (1961)
- Outbreak of Murder – serie TV, 1 episodio (1962)
- Suspense – serie TV, 1 episodio (1962)
- Dixon of Dock Green – serie TV, 3 episodi (1963-1965)
- Ghost Squad – serie TV, 1 episodio (1963)
- Zero One – serie TV, 1 episodio (1963)
- The Human Jungle – serie TV, 1 episodio (1963)
- Crane – serie TV, 1 episodio (1964)
- Crossroads – serie TV, 1 puntata (1964)
- The Indian Tales of Rudyard Kipling – serie TV, 1 episodio (1964)
- The Hidden Truth – serie TV, 1 episodio (1964)
- The Plane Makers – serie TV, 1 episodio (1964)
- No Hiding Place – serie TV, 1 episodio (1964)
- Agente speciale (The Avengers) – serie TV, 1 episodio (1965)
- The Worker – serie TV, 1 episodio (1965)
- The Power Game – serie TV, 1 episodio (1966)
- Investigatore offresi (Public Eye) – serie TV, 1 episodio (1966)
- Mrs Thursday – serie TV, 1 episodio (1966)
- A sud dei tropici (Adventures of the Seaspray) – serie TV, 1 episodio (1967)
- Mr. Rose – serie TV, 1 episodio (1967)
- The Jazz Age – serie TV, 1 episodio (1968)
- The Root of All Evil? – serie TV, 1 episodio (1968)
- Il prigioniero (The Prisoner) – serie TV, 1 episodio (1968)
- Il genio criminale di Mr. Reeder (The Mind of Mr. J.G. Reeder) – serie TV, 1 episodio (1969)
- Journey to the Unknown – serie TV, 1 episodio (1969)
- Doppia sentenza (Softly Softly: Task Force) – serie TV, 1 episodio (1970)
- Paul Temple – serie TV, 1 episodio (1970)
- Poliziotti in cilindro: i rivali di Sherlock Holmes (The Rivals of Sherlock Holmes) – serie TV, 1 episodio (1971)
- Crown Court – serie TV, 6 episodi (1972-1975)
- Scusami genio (Pardon My Genie) – serie TV, 3 episodi (1972)
- Spyder's Web – serie TV, 1 episodio (1972)
- Love Story – serie TV, 1 episodio (1972)
- Quattro dinamici fratelli (The Kids from 47A) – serie TV, 12 episodi (1973-1974)
- Marked Personal – serie TV, 6 episodi (1974)
- Late Night Drama – serie TV, 1 episodio (1974)
- Il funzionario nudo (The Naked Civil Servant), regia di Jack Gold – film TV (1975)
- Angels – serie TV, 3 episodi (1976-1982)
- Clayhanger – serie TV, 1 episodio (1976)
- Sono io, William! (Just William) – serie TV, 1 episodio (1977)
- Raffles, ladro gentiluomo (Raffles) – serie TV, 1 episodio (1977)
- BBC2 Play of the Week – serie TV, 1 episodio (1978)
- Eddie Shoestring, detective privato (Shoestring) – serie TV, 1 episodio (1979)
- Suez 1956, regia di Michael Darlow – film TV (1979)
- Play for Today – serie TV, 1 episodio (1980)
- Lady Killers – serie TV, 1 episodio (1981)
- Chronicle – serie TV documentario, (1981)
- Me and My Girl – serie TV, 1 episodio (1985)
- Howards' Way – serie TV, 1 episodio (1985)